# Adămuș
Pour les articles homonymes, voir Adamus.
Adămuș (Ádámos en hongrois, Adamesch en allemand) est une commune roumaine du județ de Mureș, dans la région historique de Transylvanie et dans la région de développement du Centre.

## Géographie
La commune d'Adămuș est située dans le sud-ouest du județ, sur la Târnava Mică, à la limite avec le județ d'Alba et celui de Sibiu, à 4 km au sud-ouest de Târnăveni et à 45 km au sud-ouest de Târgu Mureș, le chef-lieu du județ.
La municipalité est composée des six villages suivants (population en 2002) :
- Adămuș (2 205), siège de la municipalité ;
- Chinciuș (17) ;
- Cornești (1 335] ;
- Crăiești (1 210) ;
- Dâmbău (11 656) ;
- Herepea (34).

Les villages d'Adămuș et de Dâmbău sont des banlieues de Târnăveni.

## Histoire
La première mention écrite de la commune date de 1435.
La commune d'Adămuș a appartenu au royaume de Hongrie, puis à l'empire d'Autriche et à l'Empire austro-hongrois.
En 1876, lors de la réorganisation administrative de la Transylvanie, Adămuș a été rattachée au comitat de Kis-Küküllő.
La commune Adămuș a rejoint la Roumanie en 1920, au traité de Trianon, lors de la désagrégation de l'Autriche-Hongrie. Elle a été de nouveau occupée par la Hongrie de 1940 à 1944, période durant laquelle la petite communauté juive a été détruite par les Nazis. Elle est redevenue roumaine en 1945.

## Politique
Le Conseil Municipal d'Adămuș compte 15 sièges de conseillers municipaux. À l'issue des élections municipales de juin 2008, Iosif Sipos (UDMR)a été élu maire de la Ville.
| Parti                                      | Nombre de conseillers |
| ------------------------------------------ | --------------------- |
| Union démocrate magyare de Roumanie (UDMR) | 9                     |
| Parti démocrate-libéral (PD-L)             | 3                     |
| Parti social-démocrate (PSD)               | 2                     |
| Parti de la Grande Roumanie (PRM)          | 1                     |

## Religions
En 2002, la composition religieuse de la commune était la suivante :
- Chrétiens orthodoxes, 51,39 % ;
- Réformés, 21,72 % ;
- Unitariens, 15,89 % ;
- Pentecôtistes, 6,35 % ;
- Catholiques romains, 1,22 %.

## Démographie
En 1900, la commune comptait 2 858 Roumains (43,64 %) et 3 433 Hongrois (52,42 %)(.
En 1930, on recensait 2 961 Roumains (43,72 %), 3 253 Hongrois (48,03 %), 56 juifs (0,83 %) et 489 Tsiganes (7,22 %).
En 2002, 2 781 Roumains (46,61 %) côtoient 2 440 Hongrois (40,89 %) et 735 Tsiganes (12,31 %). On comptait à cette date 1 915 ménages et 1 998 logements.
| 1850  | 1880  | 1900  | 1910  | 1930  | 1956  | 1977  | 1992  | 2002  |
| ----- | ----- | ----- | ----- | ----- | ----- | ----- | ----- | ----- |
| 5 216 | 5 003 | 5 926 | 6 549 | 6 773 | 7 445 | 7 373 | 6 084 | 5 966 |

| 2007  | - | - | - | - | - | - | - | - |
| ----- | - | - | - | - | - | - | - | - |
| 6 036 | - | - | - | - | - | - | - | - |

## Économie
L'agriculture, la viticulture et l'élevage sont les bases de l'économie locale.

## Communications

### Routes
La route régionale DJ117 relie Adămuș à Târnăveni et à Blaj, dans le județ d'Alba.

### Voies ferrées
Adămuș est située sur la ligne Blaj-Praid qui dessert Târnăveni et Sovata.

## Lieux et monuments
- Adămuș, temple réformé de style gothique du XVIe siècle.

- Adămuș, église orthodoxe de 1692.

- Dâmbău, église en bois des Sts Archanges (Sf. Arhangeli Mihail și Gavriil) du XVIIIe siècle.

- Herepea, église des XIIIe siècle et XIVe siècle.

- Chinciuș, église en bois des Sts Archanges (Sf. Arhangeli Mihail și Gavriil) du XVIIIe siècle.

## Parrainage
Adămuș est une ville parrainée par  Faches-Thumesnil (France).